# Секонгканг
Секонгка́нг (індонез. Sekongkang) — один з 8 районів округу Західна Сумбава провінції Західна Південно-Східна Нуса у складі Індонезії. Розташований у південно-західній частині. Адміністративний центр — село Секонгканг-Бавах.
Населення — 8431 особа (2012; 8179 в 2010).

## Адміністративний поділ
До складу району входять 7 сіл:
| Населений пункт        | Населення, осіб (2010) |
| ---------------------- | ---------------------- |
| Аї-Кангкунг, село      | 1087                   |
| Кемунінг, село         | 716                    |
| Секонгканг-Атас, село  | 2215                   |
| Секонгканг-Бавах, село | 1371                   |
| Талонанг-Бару, село    | 1023                   |
| Татар, село            | 594                    |
| Тонго, село            | 1173                   |